# Zbrodnia w Lasach Zakrzewsko-Palędzkich
Zbrodnia w Lasach Zakrzewsko-Palędzkich – seria egzekucji dokonywanych przez oddziały SS podczas II wojny światowej w latach 1939–1942 w kompleksie leśnym między Zakrzewem i Palędziem w gminie Dopiewo w powiecie poznańskim.

## Przebieg zbrodni
Po zajęciu Polski przez Niemcy w 1939 r. i utworzeniu w Forcie VII w Poznaniu pierwszego obozu koncentracyjnego na ziemiach polskich pod niemiecką okupacją władze okupacyjne wybrały Lasy Zakrzewsko-Palędzkie jako miejsce masowych egzekucji obywateli polskich, przeważnie więźniów Fortu VII. Egzekucji w tym miejscu były dokonywano w latach 1939–1942.
Wykazy osób do rozstrzelania były sporządzane przez poznańskie Gestapo i przekazywane do Fortu VII; tam więźniów ładowano na samochody ciężarowe i w obstawie funkcjonariuszy SS i SD wywożono w kierunku lasów. Rozstrzeliwań dokonywano w lasach Palędzia, należących przed wojną do rodziny Czartoryskich z Konarzewa, oraz Dąbrówki, będących własnością niemieckiej rodziny von Tempelhof. Do kopania i zasypywania dołów, w których składano ciała rozstrzelanych, wykorzystywano ludność niemiecką, zamieszkałą na tych terenach jeszcze w okresie międzywojennym. Pierwszej egzekucji dokonano pod koniec 1939 r., jej ofiary pochowano w dole znanym obecnie jako Kwatera Duchownych. Później wielokrotnie zmieniano miejsce egzekucji; ich największe nasilenie (kilka razy w tygodniu) miało miejsce na przełomie 1939/1940.
Liczba ofiar zbrodni jest trudna do ustalenia. Na podstawie zeznań świadka Antoniego Dorny, który podczas wojny prowadził potajemnie zapiski na temat liczby wjeżdżających do lasu samochodów ciężarowych z więźniami (według niego było ich 134), przyjmuje się, że liczba ofiar wyniosła przynajmniej 4500.
Pod koniec wojny, w 1944 r.,  Niemcy dokonali ekshumacji i spalenia ciał ofiar, wykorzystując do tego oddział SS (Sonderkommando Legath) z Inowrocławia oraz więźniów (prawdopodobnie z obozu w Żabikowie), którzy następnie zostali rozstrzelani i spaleni. Podczas akcji po wydobyciu zwłok doły zostały zasypane a w miejscu tym zasadzono las. Działania te były częścią Akcji 1005, prowadzonej przez Niemców w całej wschodniej i środkowej okupowanej Europie i mającej na celu zatarcie śladów zbrodni nazistowskich. Nie jest wiadome, czy podczas ekshumacji Niemcy zidentyfikowali wszystkie groby; możliwe jest, że w Lasach Zakrzewsko-Palędzkich znajdują się jeszcze nieodkryte mogiły.

## Śledztwo
Po wojnie dochodzenie w sprawie zbrodni rozpoczęto w październiku 1945 r., kiedy przesłuchano pierwszych świadków. Powołano wtedy też komisję, na której czele stanął ówczesny wójt Dopiewa Stanisław Bąkowski, która zinwentaryzowała 18 masowych mogił (10 w lasach Palędzia i 8 w lasach Dąbrówki). W 1945 r. śledztwo prowadził też Urząd Bezpieczeństwa. W 1968 r. śledztwo w sprawie zbrodni prowadził prokurator Witold Ścisłowski, działający z ramienia Okręgowej Komisji Badania Zbrodni Hitlerowskich.
W czasie śledztw odkryto szczątki pomordowanych, tożsamości ofiar, z nielicznymi wyjątkami, nie udało się jednak ustalić. Przesłuchiwano świadków, również okolicznych Niemców i funkcjonariuszy SS, którzy bezpośrednio brali udział w egzekucjach. Jeden z nich, Heinrich Fink z Einsatzgruppe VI, przesłuchiwany w 1950, zeznał:.

Około dwóch, trzech razy brałem udział w egzekucji Polaków w lesie majętności Sassenheim. Czynność moja polegała na dostarczeniu Polaków na miejsce egzekucji z Fortu VII. Osoby te przewoziłem samochodem, który zatrzymywał się w odległości około 80–100 metrów od miejsca egzekucji w zależności od warunków terenowych. Po zatrzymaniu samochodu dwóch urzędników Gestapo odprowadzało z niego po cztery osoby na miejsce egzekucji. Po odczytaniu wyroku, osoby te prowadzono do wykopu i tam rozstrzeliwano strzałem w tył głowy. W samym rozstrzeliwaniu ja udziału nie brałem, dostarczałem jedynie osoby mające być rozstrzelane samochodem na miejsce egzekucji. Na samochodzie każdorazowo znajdowało się po 20–25 osób. 
[...] od końca października 1939 r. do początku stycznia 1940 r. skazani na śmierć Polacy rozstrzeliwani byli w lesie w miejscowości Sassenheim, który znajduje się 15-20 kilometrów od Poznania… Skazańców dowożono samochodami ciężarowymi. Po dwudziestu ludzi w każdym aucie. Wiązano ich po czterech. Transportowi towarzyszyło w drodze na miejsce egzekucji trzech funkcjonariuszy gestapo, jako ochrona-konwój. Konwojenci nie wchodzili w skład plutonu egzekucyjnego. Do tego celu angażowano innych gestapowców. W lesie Sassenheim doły kopano wcześniej. Skazani kładli się w nie ze związanymi ze sobą rękami, twarzą do ziemi i rozstrzeliwani byli strzałem w głowę. Po czym doły zasypywano, zrównywano i obsadzano drzewami, dobranymi do otoczenia leśnego.  Każdy transport składał się z dwóch do pięciu samochodów. Egzekucje odbywały się systematycznie od dwóch do trzech razy w tygodniu. W czasie od końca października 1939 r. do początku stycznia 1940 r. rozstrzelano w przybliżeniu 1000–1200 Polaków.
[...] osobiście sześć razy angażowany byłem do konwojowania skazańców z Fortu VII w Poznaniu do lasu Sassenheim. Na moich oczach rozstrzelano przynajmniej 500 Polaków. Sam nie strzelałem, ale znajdowałem się w ochronie pojazdów i miejsca egzekucji. [...] Tak. Przynajmniej trzy razy. Z tego raz bardzo dokładnie. Stał w dole i z pistoletu rozstrzeliwał leżących w nim Polaków. Razem z nim zabijaniem zajmowało się jeszcze jeden może dwóch ludzi. Było to na przełomie listopada i grudnia 1939 r.
.

## Upamiętnienie

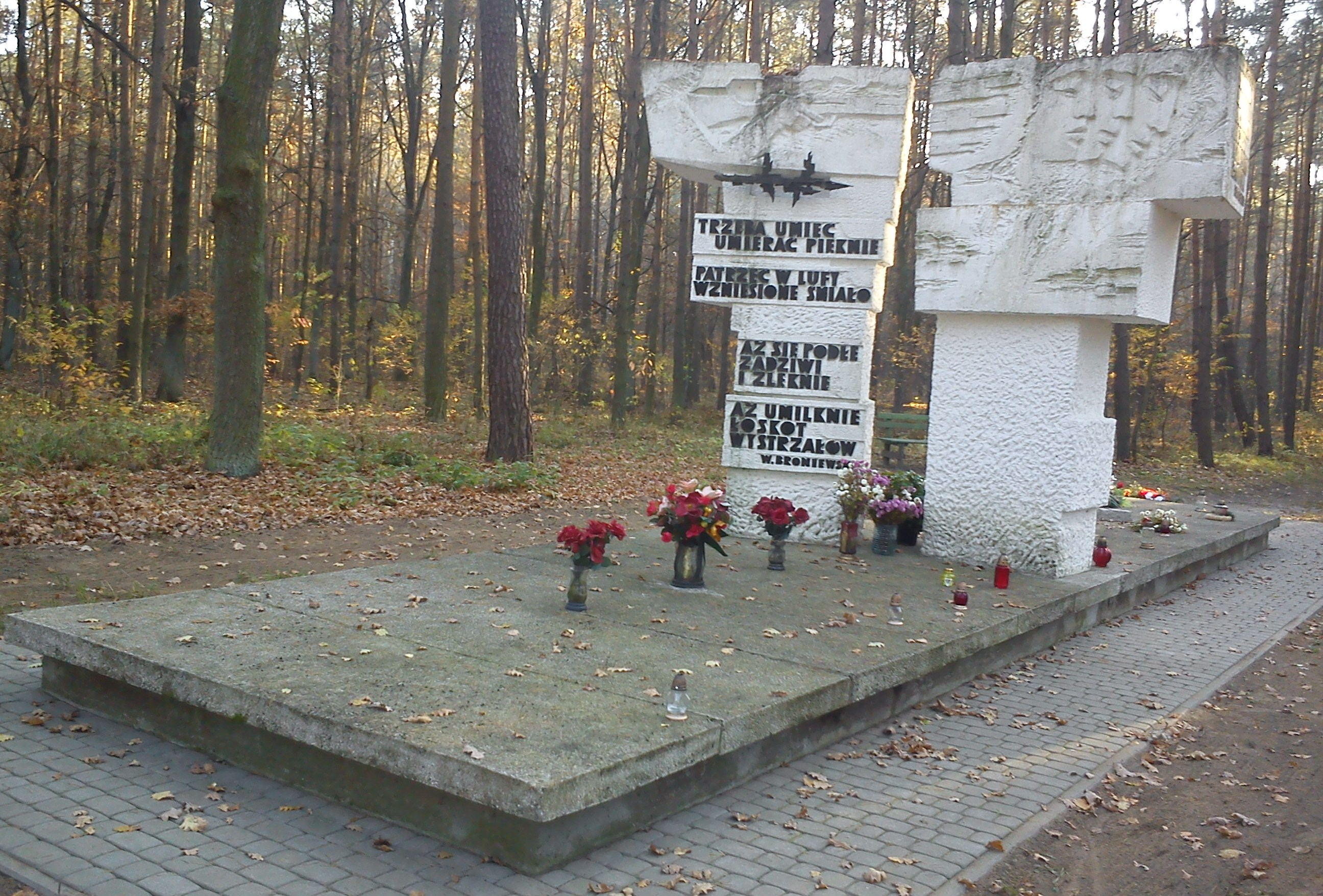
Grób studentów z pomnikiem Ryszarda Skupina

Pierwszym miejscem upamiętnienia zbrodni w Lasach Zakrzewsko-Palędzkich był pomnik dłuta Ryszarda Skupina, odsłonięty 10 maja 1971 r., poświęcony studentom przedwojennego Uniwersytetu Poznańskiego (w tym Wydziału Lekarskiego uczelni; pomnik ustawiono przede wszystkim z inicjatywy środowiska Akademii Medycznej). Na pomniku wyryto cytaty z wierszy Władysława Broniewskiego: Trzeba umieć umierać pięknie / Patrzeć w lufy wzniesione śmiało / aż się podłe zadziwi i zlęknie / aż umilknie łoskot wystrzałów i Polska – to robić / Polska – to żyć / Pracując w trudzie i znoju / Polska potrafi dobrze się bić / lecz Polska pragnie pokoju, oraz napis: W tych lasach okupant hitlerowski dokonał masowych egzekucji polskich obywateli, a w tym licznej grupy studentów Uniwersytetu Poznańskiego.

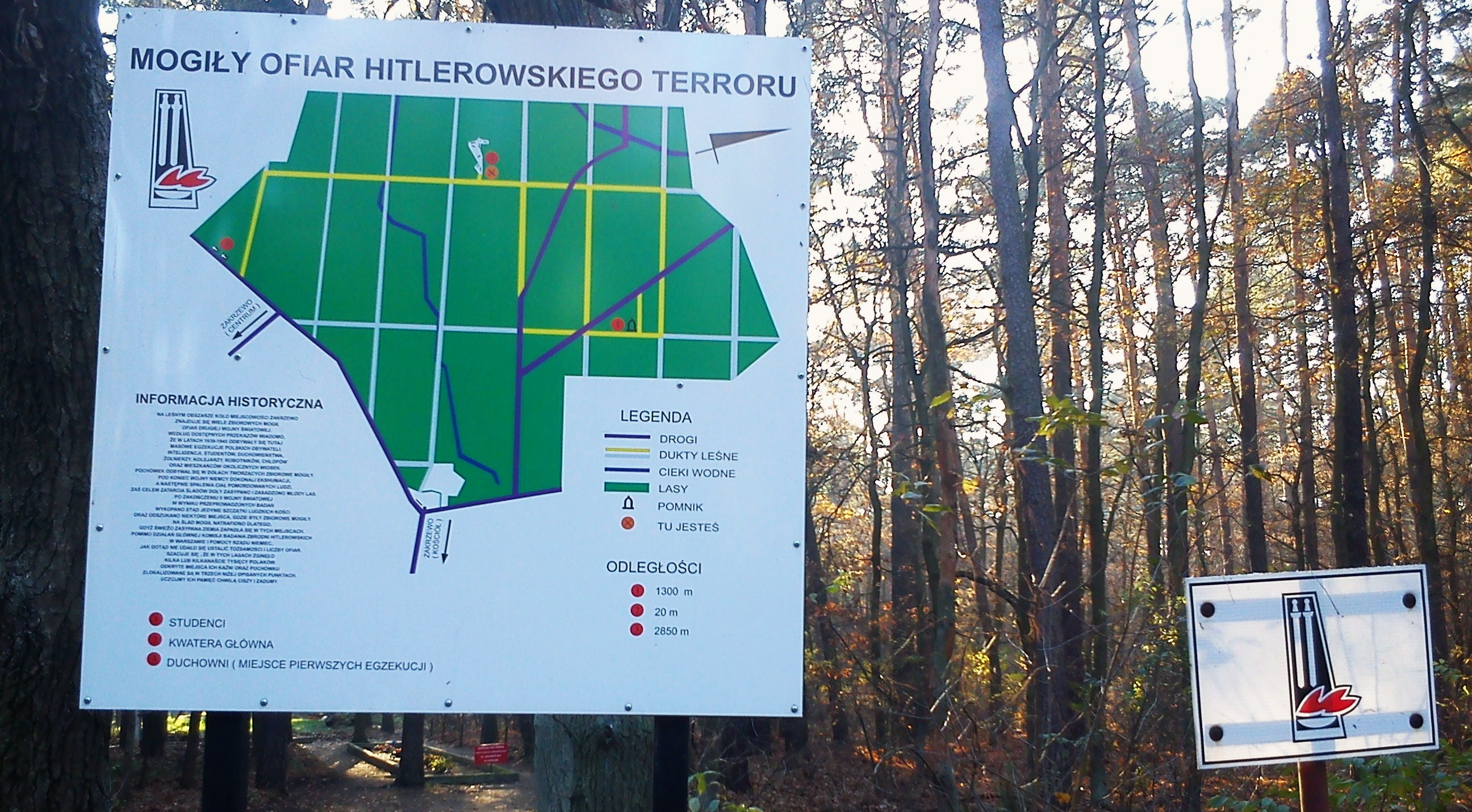
Tablica z mapą przy Kwaterze Siedmiu Grobów

W 2022 r. we współpracy gminy Dopiewo i Instytutu Pamięci Narodowej wytyczono nowy Szlak Pamięci Narodowej w Lasach Palędzia i Dąbrówki (Lasy Zakrzewsko-Palędzkie), liczący ok. 5 km i możliwy do przebycia rowerem lub pieszo. Szlak, z ustawionymi tablicami informacyjnymi i drogowskazami, prowadzi przez następujące kwatery:
- Kwatera Studentów Uczelni Poznańskich
- Kwatera Siedmiu Grobów – siedem mogił z krzyżami i piaskowcową tablicą pamiątkową o treści: Miejsce uświęcone męczeńską krwią Polaków pomordowanych przez hitlerowców w latach okupacji 1939–1945
- Kwatera Zapomniana
- Kwatera Duchownych

Główna tablica informacyjna i wejście na szlak znajduje się przy ul. Gajowej w Zakrzewie. Ustawiono tam też głaz upamiętniający zbrodnię o treści: Przechodniu! Powiedz Polakom, że w tych lasach Zakrzewa i Palędzia, hitlerowscy okupanci zamordowali i spalili tysiące Polaków.
Od 2022 r. gmina Dopiewo realizuje też wieloletni projekt „Tajemnice”, mający na celu upowszechnienie wśród lokalnej społeczności i młodzieży wiedzy na temat martyrologii Wielkopolan na terenie gminy.